# Linum filiforme
Linum filiforme là một loài thực vật có hoa trong họ Linaceae. Loài này được Urb. mô tả khoa học đầu tiên năm 1877.